# Проклітика
Проклі́тика (від грец. προ-κλίνω — нахиляю вперед) — ненаголошене слово, яке стоїть перед словом, що має наголос, і примикає до цього слова в плані наголошування. Проклітик і наголошене слово разом утворюють так зване фонетичне слово (інакше кажучи, такт), що є одним акцентуаційним цілим. Проклітиками найчастіше виступають службові частини мови: артиклі, прийменники, сполучники, частки, а також самостійні: допоміжні дієслова та займенники. Наприклад, до ме́не, на столі́, на доро́зі, піді мно́ю, а ти́ (проклітики до, на, піді, а).